# Wilfred y la Ganga
Wilfred y la Ganga fue un grupo puertorriqueño de estilo hip-hop en español.
Su canción más famosa fue “Mi abuela”, de 1990, cantada por Wilfred Morales. Este grupo produjo dos discos, con un sencillo más de mediano éxito (“La baticueva”), pero “Mi abuela” fue el que perduró bastante en los rankings e incluso fue usado en eslóganes publicitarios (como el de la mayonesa Hellmann's). Basta recordar el programa Sábado taquilla, por TVN (Chile).
El tema trataba sobre las penurias que vive Wilfred al irse de vacaciones y llegar a casa de su abuela, quien no le servía “hamburger” sino arroz con habichuelas y lo dejó “coquipelado” porque no le gustaba verlo con su melena. Cabe señalar lo rudimentario del videoclip, sus efectos kitsch y una no menos extravagante performance de Wilfred.
En 2005 el grupo mexicano Molotov interpretó esta canción, pero con un estilo de rock y funk.
- Datos: Q6167424